# Phloeophila
Phloeophila – rodzaj roślin z rodziny storczykowatych (Orchidaceae). Obejmuje 6 gatunków występujących w Ameryce Południowej i Środkowej w takich krajach jak: Belize, Boliwia, Brazylia, Kostaryka, Kuba, Ekwador, Honduras, Panama.

## Systematyka
Rodzaj sklasyfikowany do podplemienia Pleurothallidinae w plemieniu Epidendreae, podrodzina epidendronowe (Epidendroideae), rodzina storczykowate (Orchidaceae), rząd szparagowce (Asparagales) w obrębie roślin jednoliściennych.
Wykaz gatunków
- Phloeophila condorana M.M.Jiménez & Vélez-Abarca
- Phloeophila magnifica Vierling
- Phloeophila nummularia (Rchb.f.) Garay
- Phloeophila pelecaniceps (Luer) Pridgeon & M.W.Chase
- Phloeophila peperomioides (Ames) Garay
- Phloeophila ursula (Luer & Hirtz) Luer